# Llac Gregory (Nuwara Eliya)
El llac Gregory és un embassament al cor de la ciutat del turó del te de Nuwara Eliya a Sri Lanka. El llac Gregory es va crear durant el període del governador britànic Sir William Gregory el 1873. El llac i els voltants formen l'Àrea del llac Gregory.

## Història
La zona era originàriament un aiguamoll pantanós al peu dels petits turons que voregen la població. El 1873 Sir William Gregory va autoritzar l'embassament de la riera Thalagala, que s'origina de la muntanya Pidurutalagala, per tal de disposar de més terra per a l'expansió de la ciutat. El 1881 el llac va ser proveït de truites per CJR Le Mesurier (agent adjunt del govern de Nuwara Eliya).
El 1913 les aigües del llac es van dirigir cap a un túnel que desemboca a una central hidroelèctrica a 'Blackpool' entre la ciutat i Nanu Oya. La central continua subministrant electricitat al municipi fins avui. A l'època britànica el llac Gregory s'utilitzava per a esports aquàtics i activitats recreatives.